# Ligne de La Possonnière à Niort
La ligne de La Possonnière à Niort est une ligne ferroviaire française partiellement déclassée qui reliait la gare de La Possonnière (Maine-et-Loire) sur la ligne de Tours à Saint-Nazaire à celle de Niort, préfecture des Deux-Sèvres.
Elle constitue la ligne n° 523 000 du réseau ferré national.

## Histoire
Cette ligne avait été concédée à titre éventuel le 19 juin 1857 à la Compagnie du chemin de fer de Paris à Orléans (PO).
Elle a été déclarée d'utilité publique le 5 juin 1861 rendant ainsi la concession définitive.
La section de La Possonnière à Cholet a été mise en service le 24 septembre 1866 et celle de Cholet à Niort le 26 décembre 1868.
La ligne est reprise par l'État à la Compagnie du chemin de fer de Paris à Orléans (PO) par une convention signée entre le ministre des Travaux publics et la compagnie le 28 juin 1883. Cette convention est approuvée par une loi le 20 novembre suivant. La ligne est exploitée par l'Administration des chemins de fer de l'État. Elle est intégrée à la Société nationale des chemins de fer français (SNCF) le 1er janvier 1938 lors de la nationalisation des grandes compagnies avant d'être cédée à Réseau Ferré de France le 13 février 1997.
En 1999 et en 2001, des travaux de modernisation concernant respectivement la section de Cholet à Chemillé et celle de Chemillé à La Possonnière ont permis de relever la vitesse plafond de cette ligne à 140 km/h au lieu de 100 km/h. En outre, le confort des passagers a été augmenté grâce à la mise en place de longs rails soudés. Finalement, cette rénovation permit de mettre Cholet à 38 min de la gare d'Angers.

### Dates de déclassement
- Section de Breuil-Barret à Puy-de-Serre (PK 118,810 à, 127,814) : 24 mai 1960[6].
- Section de Puy-de-Serre à Benet (PK 127,814 à 151,800) : 24 juillet 1973[7].
- Section de Nueil-les-Aubiers à Bressuire (PK 73,520 à 88,900) : 17 octobre 1994[8].
- Section de Bressuire à Breuil-Barret (PK 88,900 à 118,810) : 12 février 2001[9].

## Infrastructure
C'est une ligne à voie unique au profil moyen, les déclivités ne dépassent pas 13 ‰. Le rayon des courbes permet des vitesses comprises entre 110 et 140 km/h entre La Possonnière et Cholet.
L'espacement des trains est assuré par une signalisation de type block manuel jusqu'à Cholet. Elle est dotée d'une liaison radio sol/train de type GSM-GFU entre La Possonnière et Cholet. Elle n'est pas équipée d'un système de contrôle de vitesse par balises.

## Exploitation
La ligne est ouverte au trafic des voyageurs sur la section de La Possonnière à Cholet. La section de Cholet à Mauléon - Saint-Aubin a le statut de ligne non exploitée.
En 2013, 12,5 allers-retours TER circulent entre Cholet et Angers et sont fréquentés par 850 000 voyageurs. Ils étaient 908 000 en 2012.

## Tracé

Tracé de la ligne
de la Possonnière à Niort.

Après la gare de La Possonnière, la ligne traverse la Loire puis le Louet avant de traverser la Corniche angevine par une trouée d'une dizaine de mètres de profondeur et rejoint la gare de Chalonnes-sur-Loire. Ensuite, la ligne franchit le Layon et arrive à l'ancienne gare de bifurcation des Fourneaux. D'ici, part la ligne de Perray-Jouannet aux Fourneaux qui permettait de rejoindre Doué-la-Fontaine par la vallée du Layon. L'altitude de la ligne est régulière, entre 20 et 25 mètres dans la plaine.
La portion exploitée quitte la plaine de la Loire en suivant la vallée du ruisseau de la Contrie puis de l'Oyon (qu'elle domine d'une quinzaine de mètres) afin de se diriger vers Chemillé puis Cholet dans un relief peu prononcé après La Jumellière (l'altitude maximale de la ligne exploitée est de 132 mètres peu avant de rentrer dans Cholet).
La ligne n'est plus exploitée vers le sud à partir de Cholet. À partir de là, elle franchit le Trézon par un viaduc à une extrémité du lac de Ribou. Elle se dirige vers Maulévrier, franchit la Moine a l'ouest en aval du parc oriental de Maulévrier par un viaduc.
En quittant le département de Maine-et-Loire, la ligne se rapproche de Mauléon - Saint-Aubin et traverse Nueil-les-Aubiers. De là une voie verte permet de rejoindre Bressuire et suit le tracé de la voie ferrée. Au niveau de la traversée de Bressuire la ligne emprunte le tracé de la ligne des Sables-d'Olonne à Tours. 
La piste cyclable reprend pour suivre la ligne jusqu'à l'entrée dans le département de la Vendée et se dirige vers le sud-ouest. L'altitude dépasse 200 mètres avant de rentrer dans la gare de Courlay et à la limite départementale, qui est aussi la ligne de partage des eaux entre le bassin versant de la Loire et celui de la Sèvre Niortaise.
Le relief traversé est plus accidenté et la ligne, plus sinueuse et nécessitant plus de terrassements, descend d'une cinquantaine de mètres avant la gare de Breuil-Barret. À cet endroit, la ligne de Breuil-Barret à Velluire permettait de rejoindre La Rochelle.
La ligne quitte la Vendée après avoir traversé Faymoreau et son bassin houiller. Elle continue de se diriger vers le sud, franchit l'Autize et rejoint la gare de Benet (elle traverse la Vendée sur cinq kilomètres), d'où part la ligne de Fontenay-le-Comte à Benet. La ligne se termine par la traversée de la Sèvre niortaise et de l'extrémité est du Marais poitevin. L'altitude est la plus basse de la ligne peu avant de rentrer dans Niort (10 mètres) où des lignes exploitées (vers Poitiers, Bordeaux et Paris) la rejoignent,.